# L'home desitjat (pel·lícula de 1994)
L'home desitjat (títol original alemany: Der bewegte Mann) és una pel·lícula de 1994 dirigida i escrita per Sönke Wortmann, i va ser produïda per Constantin Film, Olga Film i Westdeutscher Rundfunk (WDR). La pel·lícula és una adaptació dels dos còmics de Ralf König (L'home desitjat i Pretty Baby), i va comptar amb actors com Til Schweiger, Katja Riemann i Joachim Król en els papers d'Axel, Doro i Nobert. Aquesta pel·lícula es va estrenar per primera vegada a Alemanya el 6 d'octubre de 1994, on es va convertir en una de les pel·lícules alemanyes de més èxit l'any 1994.
El 28 de juliol de 1995, la pel·lícula es va estrenar als cinemes d'Espanya, i també va ser doblada al català.

## Repartiment
| Personatge      | Actor/actriu original | Veu catalana        |
| --------------- | --------------------- | ------------------- |
| Axel Feldheim   | Til Schweiger         | Albert Mieza        |
| Doro Feldheim   | Katja Riemann         | Montse Moreno       |
| Norbert Brommer | Joachim Król          | Oriol Rafel         |
| Walter          | Rufus Beck            | José Javier Serrano |
| Fränzchen       | Nico van der Knaap    | Eduard Farelo       |
| Elke Schmitt    | Antonia Lang          | ???                 |
| Gunter          | Horst Scheel          | Enric Arquimbau     |
| Ruediger        | Christof Wackernagel  | Ferran Llavina      |
| Lutz            | Martin Armknecht      | Àlex Meseguer       |
| Klaus Dieter    | Heinrich Schafmeister | Santi Lorenz        |
| Dirk            | Helmut Buchel         | Miquel Cors         |
| ???             | ???                   | Domènec Farell      |